# Seven Thirty-Seven
"Seven Thirty-Seven" é o episódio de estreia da segunda temporada da série dramática de televisão americana Breaking Bad, e o 8° episódio. Ele foi escrito por J. Roberts e dirigido pela estrela da série Bryan Cranston.

## Enredo
Em um flashforward, um ursinho de pelúcia rosa chamuscado flutua em uma piscina de água.
No presente, depois de sua compra de metanfetamina de Walter White e Jesse Pinkman, o barão das drogas Tuco Salamanca ataca violentamente seu tenente, No-Doze, depois dele falar com Walt no lugar de Tuco. Depois de Tuco partir, Walt calcula a quantidade de dinheiro que vai precisar para prover para sua família, concluindo que a figura é $737.000. Tuco de repente retorna exigindo que Walt salve um No-Doze sem resposta. Walter executa RCP nele, mas não adianta. Tuco manda Gonzo, o outro capanga dele, esconder o corpo de No-Doze, e Gonzo obedece apesar de dizer que ele devia receber um enterro cristão.
Walt se despede de Jesse e vai pra casa. Skyler White o encontra parado na frente da televisão, e ele subsequentemente se força sobre ela. Depois que ela o faz parar, Walt senta perto da piscina e é mais tarde encontrado por Walter Jr. Enquanto isso, Jesse encontra um vendedor de armas ilegais em um restaurante de cachorro-quente e compra um revólver Ruger SP101. No dia seguinte, ele diz a Walt que acredita que Tuco é uma ameaça a eles e que eles devem se livrar dele. Walt aponta que baleá-lo acabaria mal, e a dupla parece desanimada. Em outro lugar, Skyler recusa-se a responder ligações de sua irmã, Marie Schrader. Marie e seu marido Hank discutem se ela tentou ou não marcar um jantar com Skyler de forma que conflita com outro compromisso que ela tem na terapia, revelando que Marie relutantemente faz terapia por problemas não especificados.
No escritório de campo da DEA, o parceiro de Hank Steven Gomez o mostra gravações do roubo de metilamina por Walt e Jesse. Hank despensa a habilidade deles como ladrões mas fica intrigado pelo fato de que a dupla desconhecida roubou metilamina e usou termite para entrar no armazém. Gomez especula que eles podem ser alunos de química em idade universitária, e Hank acredita que os dois encontrarão dificuldades dos cartéis de drogas por perturbar a venda de metanfetamina. Walt fica preocupado quando percebe um SUV estacionado perto de sua casa e passa a noite toda observando a rua. Jesse encoraja Walt a também comprar uma arma, esperando "duplicar as chances" de sucesso no evento de um tiroteio. Em vez disso, Walt sugere que eles matem Tuco de uma forma mais clandestina, utilizando ricina feita de sementes de mamona. Hank visita Skyler e pede que ela faça as pazes com Marie. Skyler responde com raiva, declarando que sua situação é pior que a da irmã. Hank e Skyler ambos percebem que o outro sabe sobre o furto de loja de Marie.
Walt e Jesse produzem a ricina, esperando enganar Tuco fazendo com que ele se envenene, colocando-a na próxima entrega de metanfetamina. Quando concluem o trabalho, Walt recebe uma ligação de Hank, que está em uma cena de crime. Hank diz que ele fez errado em falar com Skyler, e Walt o perdoa. É revelado que a cena de crime que Hank está investigando é o ferro-velho e que Gonzo acidentalmente morreu em uma tentativa falha de mover o corpo de No-Doze. Walt e Jesse ficam em pânico porque acreditam que Tuco matou Gonzo, e Walt insiste que Jesse saia da cidade.
Walt retorna pra casa e evita responder perguntas de Skyler. Ele recebe uma ligação e vai para fora de casa, onde Jesse está sendo mantido sob mira de arma de fogo em seu carro por Tuco. Tuco força Walt a entrar no carro e dirige.

## Produção
O episódio foi escrito por J. Roberts e dirigido por Bryan Cranston. Foi exibido na AMC nos Estados Unidos e Canadá em 8 de março de 2009.
O título do episódio referencia a quantidade de dinheiro que Walt acredita que precisa para prover para sua família. É o primeiro de vários episódios incluindo um flashforward com um ursinho de pelúcia rosa flutuando em uma piscina. Títulos de episódios com sequências de flashforward similares, quando colocados juntos, pressagiam o desastre Wayfarer 515 em "ABQ". Quando juntos, eles dizem "Seven Thirty-Seven Down Over ABQ" ("Sete Trinta e Sete Abaixo em ABQ").

## Recepção crítica
Donna Bowman, escrevendo para The A.V. Club, deu ao episódio um A-. Ela elogiou Cranston por sua atuação e sua habilidade de direção. Seth Amitin, de IGN, deu ao episódio um 8,7/10.
Em 2019 The Ringer ranqueou "Seven Thirty-Seven" 39° dos 62 episódios de Breaking Bad.